# Wale
Olubowale Victor Akintimehin (Washington, 21 september 1984), beter bekend onder zijn artiestennaam Wale, is een Amerikaans rapper. 

## Levensloop
Wale werd geboren in Washington. Zijn ouders waren in 1979 uit Nigeria naar de Verenigde Staten geëmigreerd. Wale studeerde aan het Robert Morris College en Virginia State University.
Wale's eerste nummer dat enige bekendheid kreeg, was "Rhyme of the Century", dat werd gespeeld op lokale radiostations. Zijn doorbraak kwam echter in 2006 met "Dig Dug (Shake It)". In december van dat jaar won hij de "D.C. Metro Breakthrough Artist of the Year"-award tijdens de WKYS' Go-Go Awards.
In 2008 tekende Wale een contract bij Allido Records.

## Discografie

### Singles
| Single met eventuele hitnotering(en) in de Nederlandse Top 40 | Datum van verschijnen | Datum van binnenkomst | Hoogste positie | Aantal weken | Opmerkingen             |
| ------------------------------------------------------------- | --------------------- | --------------------- | --------------- | ------------ | ----------------------- |
| Change                                                        | 2009                  | 30-05-2009            | 31              | 3            | met Daniel Merriweather |

| Single met hitnotering(en) in de Vlaamse Ultratop 50 | Datum van verschijnen | Datum van binnenkomst | Hoogste positie | Aantal weken | Opmerkingen             |
| ---------------------------------------------------- | --------------------- | --------------------- | --------------- | ------------ | ----------------------- |
| Change                                               | 2009                  | 25-04-2009            | tip16           | -            | met Daniel Merriweather |
| Chillin                                              | 2009                  | 26-09-2009            | tip20           | -            | met Lady Gaga           |

### Albums
- Attention Deficit (2009)
- Ambition (2011)
- The Gifted (2013)
- The Album About Nothing (2015)
- Shine (2017)
- Wow... That's Crazy (2019)
- Folarin II (2021)

### Singles
- "Nike Boots" (2007)
- "Chillin" (met Lady Gaga; 2009)
- "World Tour" (met Jazmine Sullivan; 2009)
- "Pretty Girls" (met Gucci Mane; 2009)
- "Change" (met Rap Monster; 2017)

### Mixtapes
- Paint a Picture (2005)
- Hate is the New Love (2006)
- 100 Miles & Running (2007)
- The Mixtape About Nothing (2008)
- Back to the Feature (2009)
- More About Nothing (2010)
- The Eleven One Eleven Theory (2011)
- Folarin (2012)

- Bibliothèque nationale de France: cb161920595 (data)
- Gemeinsame Normdatei: 1021706388
- International Standard Name Identifier: 0000 0003 7568 1587
- Library of Congress Control Number: no2009189565
- MusicBrainz: e34e41f2-f480-45d3-8190-a3ce5ab34fab
- Nationale Bibliotheek van Tsjechië: xx0078822
- SNAC: w6jv32zx
- Système universitaire de documentation: 166258121
- Virtual International Authority File: 103082844